# Синдромы хромосомной нестабильности
 Синдромы хромосомной нестабильности  — группа наследственных заболеваний, связанных с хромосомной нестабильностью и повреждением. Они часто приводят к увеличению склонности к развитию определённых видов злокачественных новообразований. 
Известны следующие синдромы хромосомной нестабильности:
- Атаксия телеангиэктазия
- Расстройство, подобное атаксии телеангиэктазии
- Синдром Блума
- Анемия Фанкони
- Синдром повреждения Неймегена